# Макуха, Алексей Данилович
Алексей Данилович Макуха (? — ?) — русский унтер-офицер. Герой Первой мировой войны. За свой подвиг в период войны высочайшим приказом был пожалован сразу всеми степенями Георгиевского креста.

## Биография
Уроженец Екатеринославской губернии, Верхнеднепровского уезда, Пушкарёвской волости.
Участник Первой мировой войны с 1914 года, ратник-телефонист команды связи 148-го пехотного Каспийского ЕИВ Великой Княжны Анастасии Николаевны полка.
21 марта 1915 года во время ночного боя в районе местечка Залещики (Буковина), австрийцам после обстрела русских позиций из тяжёлых орудий удалось овладеть одним из укреплений, обороняемых частью Каспийского полка. Почти все защитники его погибли или были ранены ещё в ходе обстрела. Алексей Макуха был захвачен в плен и подвергнут допросу, в ходе которого он отказался отвечать на вопросы австрийских офицеров, после чего был подвергнут пытке — вытянув ему язык, его кинжалом распороли надвое. После освобождения русскими войсками Алексей Макуха был немедленно направлен в город Тарнополь в лазарет чинов тюремного ведомства, где врачи наложили ему швы на рану, нанесённую на 3/4 языка.
Командование русской армии незамедлительно отреагировало на австрийское зверство приказом № 127 от 30 марта 1915 года, за подписью генерала от кавалерии Е. О. Шмита: 

Верховный Главнокомандующий повелел лишить права ношения оружия пленных австрийских офицеров, в том числе офицеров гарнизона Перемышля, за совершенное чинами австрийской армии в ночь на 21-е марта в районе Заленщиков гнусное зверство над доблестным чином русской армии рядовым Алексеем Макухой, которому австрийцы вырезали язык за отказ сообщить врагу сведения, составляющие военную тайну. Приказываю: отобрать оружие у пленных австрийских офицеров, объяснив им причину применения этой меры
Верховный главнокомандующий великий князь Николай Николаевич выразил герою личную благодарность направив телеграмму под № 11250 в войска следующего содержания:

Командиру 6-го армейского корпуса
21 марта 1915 года австрийцами взят наш редут на Юго–Западном фронте. Штыковым ударом 1 роты 148–го Каспийского полка редут взят обратно. При этом был отбит телеграфист Каспийского полка Алексей Макуха, которому австрийцы вырезали язык за отказ дать сведения о наших войсках. Верховный Главнокомандующий, ознакомившись с фактом зверства в отношении рядового Алексея Макухи, повелел:
1. телефонисту Алексею Макухе за его верность присяге, сознанию долга перед Престолом и Родиной и невыдаче служебных тайн противнику объявить личную Его Высочества благодарность
2. телефониста Алексея Макуху произвести в мл. унтер-офицеры
3. мл. унтер-офицера Алексея Макуху пожаловать Георгиевским крестом 1-й ст. и выдать ему для ношения кресты 3-х низших степеней
4. выдать Георгиевскому Кавалеру мл. унтер–офицеру Макухе денежное пособие 500 р.
5. испросить личной телеграммой Его Высочайшего соизволение Государя Императора на пожалование Алексею Макухе двойной пенсии

С подвигом Алексея Макухи и об исключительном награждении его ознакомить всех чинов армии
В 1915 году был награждён Георгиевским крестом I степени за № 732, II степени за № 420, III степени за № 36309 и IV степени за № 102283:
В ночь на 21.03.1915 при контратаке 148 пехотного Каспийского полка был отбит рядовой Макуха, которому австрийцы вырезали язык за отказ сообщить сведения, составляющие военную тайну
По инициативе ректора Петроградской Духовной академии епископа Ямбургского и викария Петроградской епархии Александрова, столичное духовенство постановило преподнести Алексею Макухе за то, что он «предпочёл мученичество измене долгу и присяге», драгоценную икону святого Алексия Человека Божия, «так как совершение подвига совпало почти с днем памяти святого Алексия».
Как писала газета  «Утро России» — «Подвиг Алексея Макухи, сравнивают с подвигом героя японской войны Василия Рябова и даже ставят выше, приравнивая по доблести к мученичеству первых христиан».